# Bassa Slesia
La Bassa Slesia (in polacco: Dolny Śląsk; in ceco: Dolní Slezsko; in tedesco: Niederschlesien; in sorabo superiore: Delnja Šleska; in sorabo inferiore: Dolna Šlazyńska; in latino: Silesia Inferior; in tedesco slesiano: Niederschläsing; in slesiano: Dolny Ślůnsk) è la parte nordoccidentale della regione storica e geografica della Slesia, situata odiernamente per lo più in Polonia e in piccola parte in Germania e Repubblica Ceca.
Nel Medioevo, fu parte dei domini dei Piast. Era uno dei centri nevralgici della Polonia dell'epoca e la sua capitale, Breslavia, era una delle città più importanti del regno polacco. La Bassa Slesia emerse come regione a sé stante durante il periodo di frammentazione della Polonia, quando, con la divisione del Ducato di Slesia nel 1172, i ducati di Opole e Racibórz, che occupavano la parte più orientale della Slesia, iniziarono a essere identificati col nome di Alta Slesia, lasciando al resto della regione la denominazione di Bassa. Durante l'Ostsiedlung, numerosi coloni tedeschi furono invitati a stabilirsi in quella terra scarsamente insediata, con il risultato che la regione, fino ad allora abitata in maggioranza da popolazioni lechitiche, fu profondamente germanizzata nei secoli successivi.
Nel Tardo Medioevo, la maggior parte della regione entrò tra i domini della Corona di Boemia, tuttavia vaste zone rimasero sotto il controllo di duchi locali polacchi appartenenti alla dinastia dei Piast, alcune fino al XVI e anche al XVII secolo. Passata poi brevemente al Regno d'Ungheria, la Bassa Slesia divenne uno dei territori della Monarchia asburgica nel 1526.
Nel 1742, con la pace di Berlino, l'Austria cedette la quasi totalità della Bassa Slesia al Regno di Prussia, ad eccezione della parte meridionale del Ducato di Nysa (che entrò a far parte della Slesia austriaca). All'interno dello stato prussiano, la regione divenne parte della provincia della Slesia. Nel 1871, fu integrata nel neonato Impero Tedesco. Dopo la prima guerra mondiale, la Bassa Slesia divenne una provincia a sé stante della Repubblica di Weimar.
Dopo il 1945, la maggior parte dell'ex provincia prussiana passò alla Repubblica di Polonia, mentre le poche propaggini ad ovest della linea Oder-Neisse rimasero alla Germania Est e i territori storicamente parte della Slesia austriaca (i Sudeti Orientali) rimasero alla Cecoslovacchia. Entro il 1949, la quasi totalità della popolazione tedesca fu espulsa.
La regione è nota per un'abbondanza di edifici storici di vari stili architettonici, tra cui diversi castelli e palazzi, centri storici ben conservati o ricostruiti, numerosi centri termali e importanti luoghi di sepoltura di monarchi polacchi e consorti (a Breslavia, Legnica e Trzebnica).

## Geografia

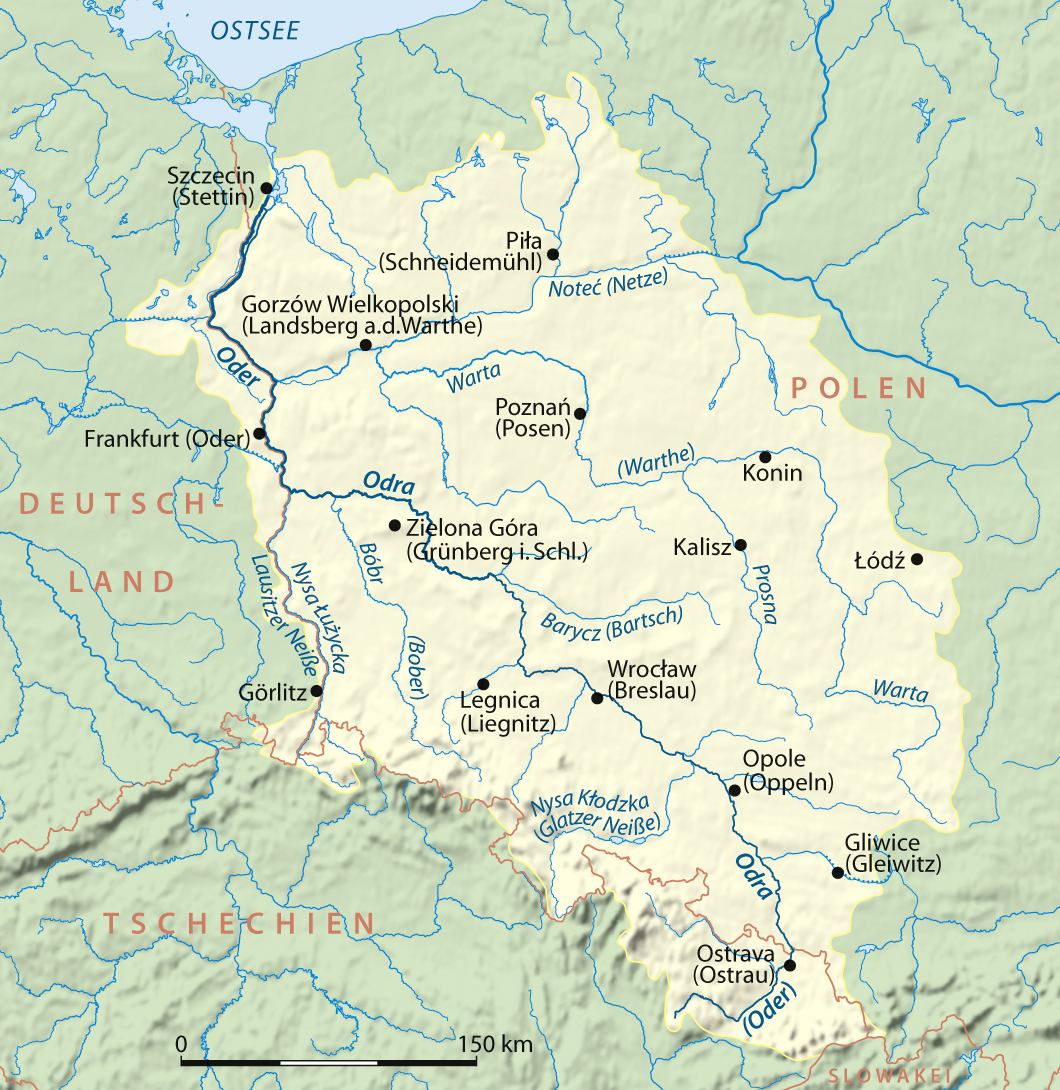
Il bacino dell'Oder, il cui medio corso (dalla confluenza con il Nysa Kłodzka a quella con il Neiße) coincide grosso modo con la regione della Bassa Slesia

La Bassa Slesia è situata per la maggior parte nel bacino del medio Oder, sul quale sorge la sua capitale storica di Breslavia.
Il confine meridionale è segnato dalla catena montuosa dei Sudeti Occidentali e Centrali, che fin dall'Alto Medioevo costituiscono la linea di demarcazione con la regione storica della Boemia. I fiumi Bóbr e Queis sono considerati l'originale confine occidentale con la Lusazia, tuttavia il Ducato di Żagań (uno dei ducati in cui si frammentò il Ducato di Slesia) arrivò, nel 1413, ad estendersi fino al Neiße, includendo anche due villaggi (Pechern e Neudorf) sulla sua sponda occidentale.
La successiva provincia prussiana di Slesia incorporò anche altri territori circostanti, storicamente parte dell'Alta Lusazia, ceduti dal Regno di Sassonia nel 1815, dopo le guerre napoleoniche, portando il margine più occidentale della Slesia fino al piccolo villaggio di Lindenau (oggi nello stato del Brandeburgo). A nord, la Bassa Slesia si estendeva originariamente fino a Świebodzin e Krosno Odrzańskie, che furono acquisite dai margravi di Brandeburgo nel 1482. Il fiume Barycz segna invece il confine con la regione storica della Grande Polonia a nord-est, mentre a sud-est la regione confina con l'Alta Slesia.
Dal punto di vista amministrativo, la Bassa Slesia polacca è attualmente suddivisa tra il voivodato della Bassa Slesia (esclusi i distretti di Lubań e Zgorzelec, storicamente parte della Lusazia, e quello Kłodzko, storicamente boemo), la parte meridionale del voivodato di Lubusz (ossia i distretti di Krosno Odrzańskie, Nowa Sól, Świebodzin, Żagań e Zielona Góra con la città di Zielona Góra) e la parte occidentale del voivodato di Opole (ossia i distretti di Brzeg, Kluczbork, Namysłów e Nysa).
La piccola parte dell'ex Ducato di Żagań sulla sponda occidentale del Neiße è oggi parte del comune di Krauschwitz, nel circondario di Görlitz della Sassonia, mentre la più estesa area della provincia prussiana che si estendeva oltre il Neiße su parti dell'Alta Lusazia (la cosiddetta Alta Lusazia slesiana) comprendeva la città di Görlitz e l'ex circondario di Hoyerswerda, che oggi forma la parte settentrionale dei circondari di Görlitz e Bautzen in Sassonia e la parte meridionale del circondario dell'Oberspreewald-Lusazia in Brandeburgo. La parte meridionale dell'ex Ducato di Nysa, che nel 1742 rimase nella Slesia austriaca, è invece oggi parte della Repubblica Ceca e comprende il distretto di Jeseník e il comune Heřmanovice e parte di quello di Vrbno pod Pradědem nel distretto di Bruntál.

### Sudeti

Il monte Sněžka

I Sudeti sono una catena montuosa geologicamente variegata che si estende per 280 chilometri dagli altopiani lusaziani (a ovest) alla Porta Morava (a est). Sono topograficamente suddivisi in Sudeti Occidentali, Centrali e Orientali, e tutti e tre rientrano almeno parzialmente nella regione della Bassa Slesia, occupandone la parte sudoccidentale.
La sezione bassoslesiana dei Sudeti comprende i Monti Iser (cima più alta: Wysoka Kopa, 1.126 m; dove si trova, presso la cima del monte Smrk, il triplo confine con l'Alta Lusazia e la Boemia), i Monti dei Giganti (cima più alta: Sněžka, 1.602 m), i Rudawy Janowickie (cima più alta: Skalnik, 945 m), i Monti del Gufo (cima più alta: Wielka Sowa, 1.015 m), i Monti di Pietra (cima più alta: Waligóra, 936 m), i Monti di Waldenburg (cima più alta: Borowa, 853 m) e i Monti Kaczawskie (cima più alta: Skopiec, 724 m); tra queste catene si apre inoltre la valle di Jelenia Góra.

#### Flora
La flora dei Sudeti della Bassa Slesia è fortemente influenzata dalla sua storia geologica e climatica. Tutta la vegetazione odierna è di origine post-glaciale. La vegetazione precedente, originaria del Cenozoico, andò del tutto distrutta durante l'ultima era glaciale. Nel periodo di glaciazione fecero la loro comparsa alcune piante originarie della tundra, come il salice glauco (Salix lapponum) e il rovo artico (Rubus chamaemorus). L'attuale vegetazione si è formata a seguito della ricolonizzazione della regione da parte di specie provenienti da varie aree geografiche circostanti. Di seguito alcuni esempi:
- specie centroeuropee: abete (Abies alba), faggio (Fagus sylvatica), quercia (Quercus petraea), acero di monte (Acer pseudoplatanus)
- specie euro-siberiane: fusaggine (Euonymus europaeus), ontano nero (Alnus glutinosa), salice rosso (Salix purpurea)
- specie subartiche: billeri dei prati (Cardamine pratensis), calta palustre (Caltha palustris), erba trinità (Hepatica nobilis)
- specie artiche: uva ursina (Arctostaphylos uva-ursi), salice nano (Salix herbacea), empetro nero (Empetrum nigrum), pedicolare dei Sudeti (Pedicularis sudetica), sassifraga delle nevi (Micranthes nivalis), calamaria lacustre (Isoetes lacustris)
- specie alpine: linaiola alpina (Thesium alpinum), tossilaggine alpina (Homogyne alpina), cariofillata montana (Geum montanum), pino mugo (Pinus mugo)
- specie sudetiche e sudeto-carpatiche: sassifraga muschiata (Saxifraga moschata subsp. Basaltica)

La flora della regione può essere suddivisa in varie zone in base all'altitudine; ciascuna zona può essere ulteriormente suddivisa in sezioni lunghe e strette dette fasce di vegetazione. La flora è specifica e differente per ciascuna fascia.
La zona delle foreste montane è divisa in due fasce: la foresta subalpina e la foresta subalpina inferiore. Al di sopra, si trova una zona con vegetazione rada divisa in fascia subalpina, caratterizzata da pini mughi, e fascia alpina, del tutto priva di alberi e arbusti.

##### Foresta subalpina inferiore
La foresta subalpina inferiore (in polacco: Regiel Dolny), compresa tra i 450 e i 1000 m, è caratterizzata da un misto di alberi sempreverdi e caduchi: le fasce più basse (sotto i 500 m) sono coperte da querce e frassini; nella fascia media, fra i 500 e 600 m, dominano i pini; nelle fasce più alte, fino agli 800 m, crescono principalmente larici e, sopra gli 800 m, abeti e betulle. Nelle zone delle cascate di Szklarska, del complesso Jagniątkowski e del monte Chojnik, la foresta assume caratteristiche particolari: composta principalmente da un misto di pini, abeti e faggi, con la presenza di larici, aceri e tigli.
Le zone di foresta coperte da pini sono anche ricche di abeti rossi, la cui popolazione si sta però rapidamente riducendo a causa dell'inquinamento atmosferico e dell'aggressività di alcune specie di insetti e funghi, principalmente funghi chiodini e altre specie di basidiomiceti.
La composizione del sottobosco si mantiene invece costante in quasi tutte le fasce d'altitudine: mezerei, sambuchi rossi, noccioli, platantere, asperule, erba Paris, ossicocchi, ossalidi, lisimachie europee, spigarole bianche e mughetti sono le specie più comuni. Solo al di sopra degli 800 m esse lasciano il posto a graminacee, mirtilli e genziane.
Nei luoghi dove gli alberi sono più diradati, come nei prati o lungo le strade, crescono orchidee maculate, bugole, false ortiche gialle, arniche montane, cefalantere maggiori, cameneri, senecioni comuni e digitali. Lungo i corsi d'acqua si posso trovare anche farfaracci bianchi.

### Pianura slesiana

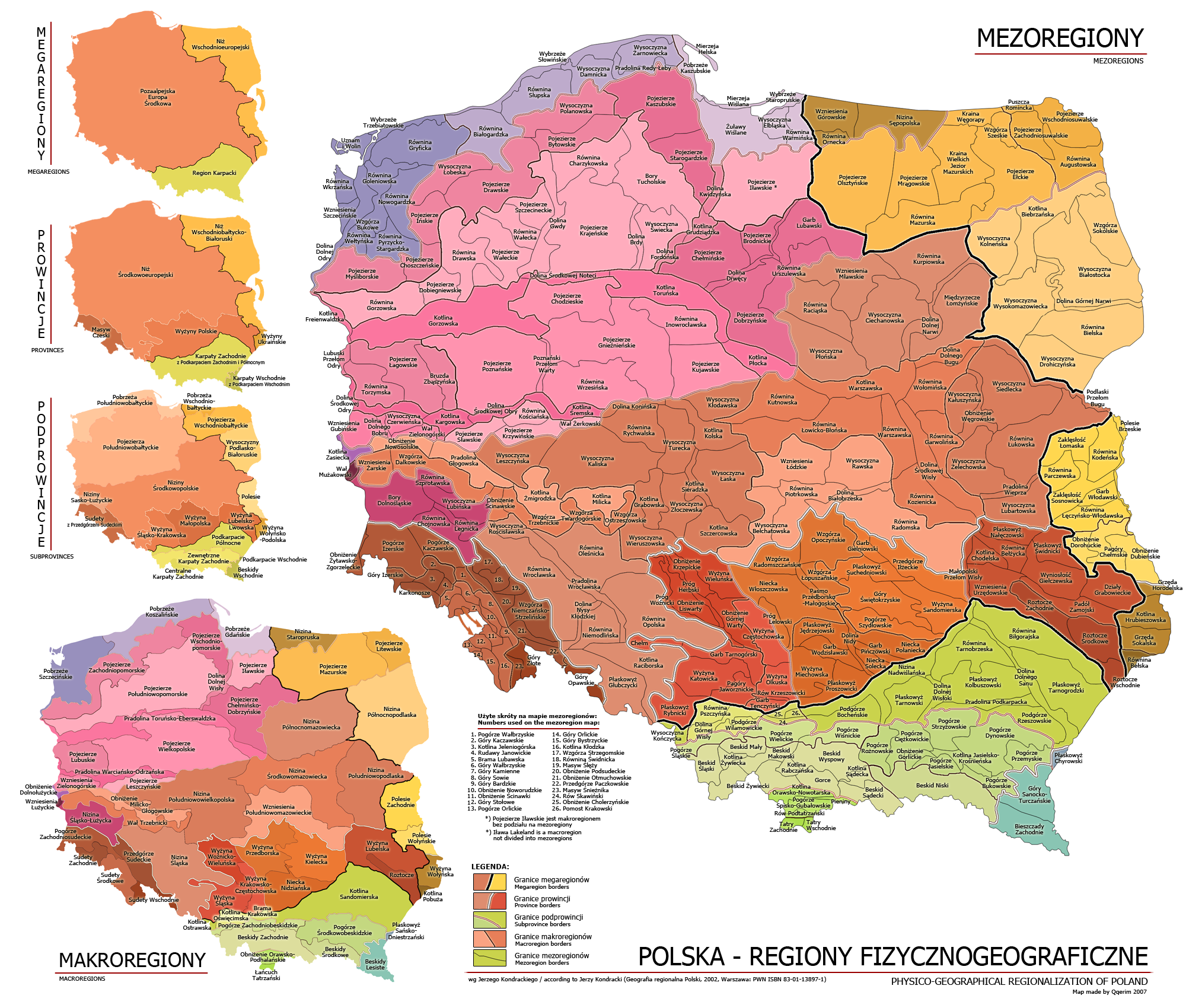
Regioni fisico-geografiche della Polonia

A nordest dei Sudeti si apre la Pianura slesiana, composta dal Bassopiano slesiano (Nizina Śląska) e dal Bassopiano slesiano-lusaziano (Nizina Śląsko-Łużycka). Queste due aree sono separate l'una dall'altra dalla valle del fiume Kaczawa (Dolina Kaczawy), e dai Sudeti da un netto confine morfologico situato lungo la Faglia Marginale dei Sudeti, che si estende da Bolesławiec (a nordovest) a Złoty Stok (a sudest). La parte meridionale della pianura lambisce le Prealpi dei Sudeti (Przedgórze Sudeckie), costituite da alture di modeste dimensioni, per lo più comprese tra i 200 e i 400 metri, con un'altezza massima di 718 metri sulla cima del Monte Ślęża. Piccole colline si trovano anche nella zona di Świdnik, nella regione pedemontana dei Sudeti (Obniżenie Sudeckie) e attorno alla valle di Dzierżoniów (Kotlina Dzierżoniowska). L'ampio Bassopiano slesiano, situato lungo il corso del fiume Oder, costituisce la sezione più orientale della pianura. La parte ovest del bassopiano include la piana di Breslavia e le sue sottoregioni: le alture di Środa (Wysoczyzna Średzka) e la piana di Grodków (Równina Grodkowska); la parte nord è invece coperta dalla piana di Oleśnica (Równina Oleśnicka) e quella centrale dalla piana di Niemodlin (Równina Niemodlińska). La parte orientale del Bassopiano slesiano appartiene all'Alta Slesia. Nella parte occidentale, oltre il fiume Kaczawa, si apre invece il Bassopiano slesiano-lusaziano, che comprende le alture di Lubin e Chocianów (Wysoczyzna Lubińsko-Chocianowska), la valle di Szprotawa (Dolina Szprotawy) e le vaste aree della foresta bassoslesiana (Bory Dolnośląskie). A nord, la Pianura slesiana è delimitata dalla cresta di Trzebnica (Wał Trzebnicki), formata da colline alte 150 m che si estendono da est a ovest per 200 chilometri.
La pianura è rivestita da uno spesso strato di sedimenti glaciali (sabbia, ghiaia, argilla), che coprono completamente gli strati più antichi e più diversificati. Gli ampi fondivalle hanno inoltre strati aggiuntivi formati da sedimenti fluviali. Le pendici delle colline sopra i 200 metri sono ricche di argille fertili, che ne hanno fatto sin dall'antichità il luogo ideale per l'insediamento umano e lo sviluppo dell'agricoltura, che, nel corso dei secoli, ha portato al quasi completo disboscamento dei fianchi dei colli. Anche il clima mite contribuì allo sviluppo dell'agricoltura. La temperatura media dell'area di Breslavia è di 9,5 °C. La temperatura media nel mese più caldo (luglio) è di 19 °C, e di −0,5 °C in quello più freddo (gennaio). La precipitazione media è di 500–620 mm, con il massimo a luglio e il minimo a febbraio. La neve accumulata tende a sciogliersi entro 45 giorni. I venti dominanti, come per il resto della Polonia occidentale, soffiano da ovest e sud-ovest.

#### Idrografia

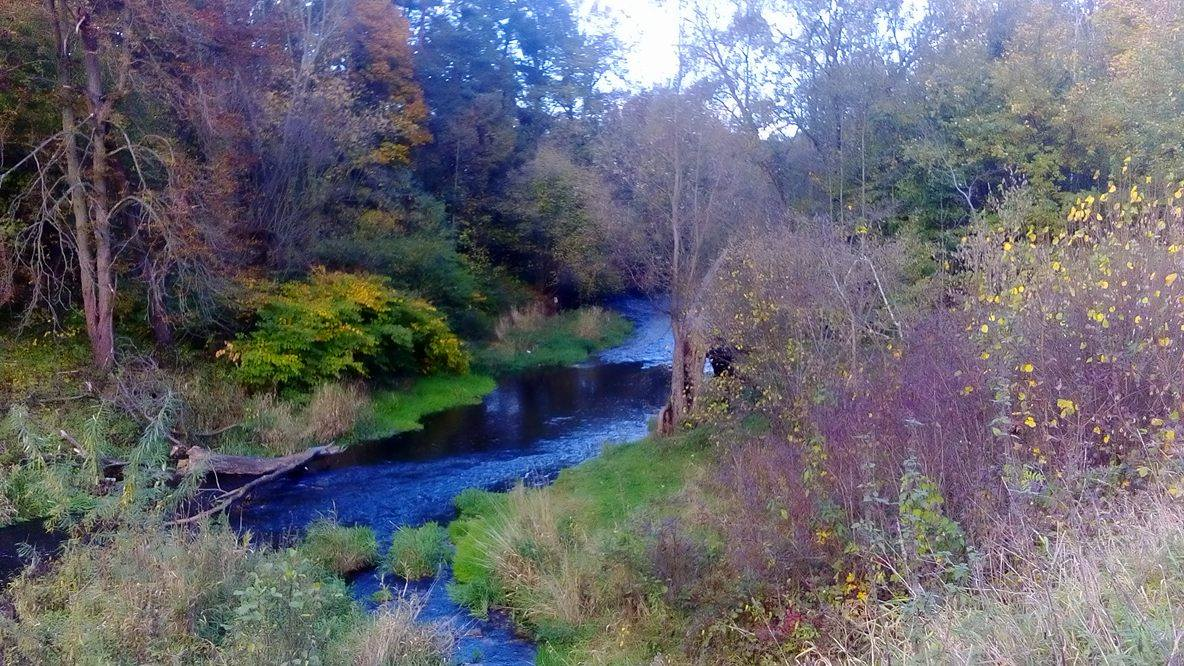
Il fiume Kaczawa

I fiumi che dai Sudeti scendono nella pianura, tutti tributari di sinistra dell'Oder, sono caratterizzati da regime torrentizio, nonché da un alto tasso di inquinamento dovuto all'intensa industrializzazione dell'area. I più grandi tra essi sono il Nysa Kłodzka (dal quale proviene l'acqua potabile di Breslavia), l'Oława, lo Ślęża, il Bystrzyca con i suoi tributari Strzegomka e Piława, il Widawa, lo Średzka Woda, il Kaczawa e i suoi tributari Nysa Szalona e Czarna Woda. Altri importanti fiumi dei Sudeti come il Bóbr, il Queis e il Neiße scorrono e confluiscono nell'Oder al di fuori del tradizionale territorio della Bassa Slesia. Importante tributario di destra dell'Oder è invece il Barycz.
Altra caratteristica della Pianura slesiana è la quasi totale assenza di laghi. La regione di Legnica è l'unica area in cui sopravvivono una dozzina di piccoli laghetti, molti dei quali stanno lentamente scomparendo. Il più grande di essi è lo Jezioro Kunickie (95 ha), seguito dallo Jezioro Jaśkowickie (24 ha) e dal Tatarak (19.5 ha). Esistono inoltre numerosissimi stagni artificiali, creati nel bacino del Barycz durante il medioevo, che occupano complessivamente un'area di circa 80 km2 (il più grande di essi ha una superficie di circa 300 ha).

#### Flora
La flora primigenia della pianura è stata radicalmente trasformata a causa della deforestazione e dell'attività agricola. Le uniche grandi foreste sopravvissute sono la già citata foresta bassoslesiana (3,150 km2), la foresta di Stobrawa (Bory Stobrawskie, 420 km2) e altre aree più ridotte nelle valli del Barycz e dell'Oder. Queste foreste sono caratterizzata da varie specie di alberi caduchi, quali faggi, querce, carpini, aceri. Molte delle aree boschive della valle dell'Oder sono oggi aree protette, di cui solo alcune zone sono accessibili al pubblico.

## Storia

### Preistoria
I primi esseri umani giunsero nel bassopiano slesiano nel Paleolitico superiore, al termine dell'ultima era glaciale, circa 40.000 anni fa, data a cui risalgono i primi resti umani scoperti in una tomba presso Tyniec sul fiume Ślęża. Nel Mesolitico (7.000 anni fa) altri gruppi nomadi si stabilirono in Bassa Slesia, vivendo in caverne o capanne primitive; erano cacciatori-raccoglitori e utilizzavano armi e utensili in pietra e legno.
Nel Neolitico (4000–1700 a.C.) iniziò il processo di transizione a uno stile di vita stanziale, che portò alla nascita dei primi insediamenti rurali che avevano nell'agricoltura e nell'allevamento le loro fonti di sostentamento. A questo periodo risalgono anche le prime attività minerarie, ceramiche e tessili. Furono aperte cave di serpentinite, con la quale si producevano le accette slesiane, e di nefrite (specialmente nell'area di Jordanów Śląski), con la quale si producevano diversi utensili.
Nell'età del bronzo (1700–1500 a.C.), nella regione si sviluppò la cultura di Unetice, che influenzò la successiva cultura di Trzciniec, la quale si diffuse in tutta Europa a partire dall'VIII secolo a.C.

### Antichità e Alto Medioevo

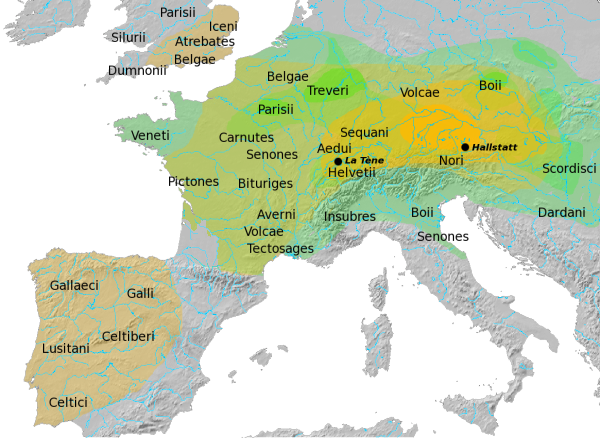
Espansione delle culture di Halstatt e La Tène; in alto a destra si può notare l'alto corso dell'Oder come una delle aree più influenzate

Nel periodo della cultura di La Tène, la Bassa Slesia fu abitata da popolazioni celtiche, che avevano il loro principale centro di culto sul Monte Ślęża. Le loro statue di pietra situate intorno e su questa altura divennero in seguito oggetto di culto delle tribù slave che giunsero nell'area attorno al VI secolo.Tra l'insediamento dei Celti e quello degli Slavi, la regione fu inoltre abitata da diverse tribù germaniche, tra cui le principali furono i Vandali, i Lugi e i Silingi, ai quali si deve probabilmente l'origine del nome della Slesia, sebbene questa ipotesi sia ancora oggi dibattuta.

Tribù slave della Slesia tra il IX e l'XI secolo

Con la migrazione delle tribù germaniche verso ovest durante le invasioni barbariche, nuovi popoli provenienti dalla Sarmazia e dalla steppa eurasiatica, tra cui i già citati Slavi, si stabilirono nell'area. Il Geografo bavarese, attorno all'845, cita come abitanti della Bassa Slesia le tribù slave occidentali dei Silensi (Ślężanie in polacco, altra possibile tribù eponima della Slesia), che avevano il loro centro principale a Niemcza, e dei Dadosesani (Dziadoszanie in polacco), mentre un documento del 1086 prodotto dal vescovo Jaromír di Praga parla di Zlasane (Silensi), Trebovane (Trebovani, Trzebowianie in polacco), Poborane (Poborani, Bobrzanie in polacco) e Dedosize (Dadosesani). Nello stesso periodo, l'Alta Slesia era invece abitata da Opolani (Opolanie), Golensizi (Golęszyce) e Lupiglaa (solitamente identificati con i Głubczyce).
Dalla fine del IX secolo, il territorio entrò nell'orbita del regno della Grande Moravia di Svatopluk I e dal 906 circa divenne domino del duca Přemyslide Spytihněv I di Boemia e dei suoi successori Vratislao I, presunto fondatore eponimo di Breslavia (Vratislav in ceco), e Boleslao il Crudele, restando per quasi un secolo tra le province del Ducato di Boemia.

### Regno di Polonia dei Piast

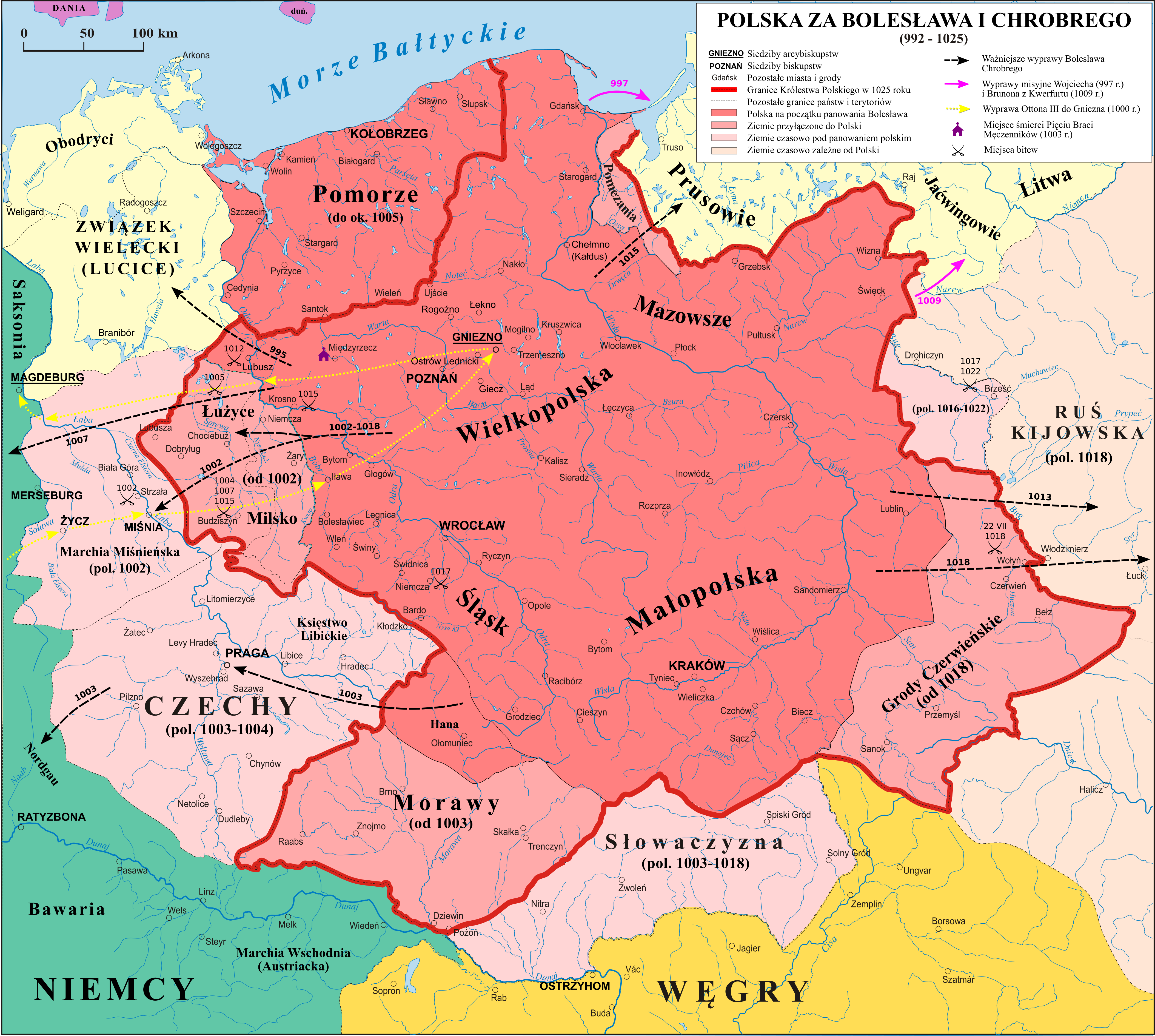
Il Regno di Polonia (con la Bassa Slesia) sotto il primo re Boleslao I il Prode

Nel frattempo, la tribù slava occidentale dei Polani aveva costituito il primo ducato sotto la dinastia dei Piast nella vicina Grande Polonia, a nord. Attorno al 990, la Slesia fu conquistata e incorporata nel primo stato polacco dal duca Miecislao I, che si era guadagnato il supporto dell'imperatore Ottone II contro il duca boemo Boleslao II.
Nel 1000, il figlio e successore di Miceslao, Boleslao I, fondò la diocesi di Breslavia, la quale, insieme a quelle di Cracovia e Kołobrzeg, fu posta sotto la giurisdizione dell'arcidiocesi di Gniezno, fondata dall'imperatore Ottone III durante il Congresso di Gniezno dello stesso anno. La sovranità ecclesiastica di Gniezno su Breslavia sarebbe durata fino al 1821. Dopo essere brevemente passata sotto il controllo boemo nella prima metà dell'XI secolo, la Bassa Slesia rimase parte integrante dello stato polacco fino al termine del suo periodo di frammentazione, quando tutte le rivendicazioni polacche sul territorio furono abbandonate in favore del Regno di Boemia nel 1348.
Sempre nell'XI secolo, varie battaglie furono combattute nella regione dai polacchi nel tentativo di respingere le incursioni tedesche, tra cui l'assedio di Niemcza nel 1017 e l'assedio di Głogów e la battaglia di Hundsfeld nel 1109. All'inizio del XII secolo, Breslavia è menzionata come una delle tre maggiori città del Regno di Polonia insieme a Cracovia e Sandomierz nella più antica cronaca polacca nota, le Gesta principum Polonorum. In Bassa Slesia si combatté anche una delle più grandi battaglie della Polonia medievale, la battaglia di Legnica, tenutasi in occasione della prima invasione mongola della Polonia nel 1241.

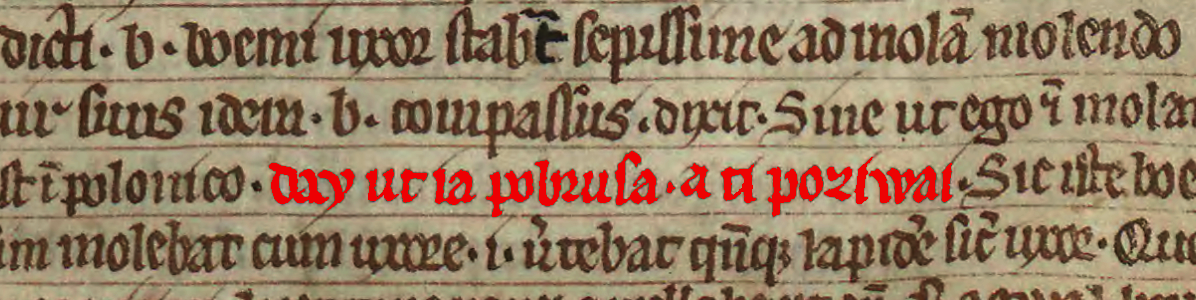
Il più antico testo in lingua polacca (evidenziato in rosso) all'interno del Libro di Henryków

Agli inizi del XIII secolo, la Slesia era uno dei centri più importanti della Polonia medievale. La prima concessione di titolo di città, con annessi privilegi, nella storia del paese avvenne in questa regione, quando Złotoryja, nel 1211, ricevette tale diritto da Enrico I il Barbuto. A questo periodo risale anche il Libro di Henryków, una cronaca contenente il più antico testo in lingua polacca oggi noto.
Durante il periodo di frammentazione feudale della Polonia, il Ducato di Slesia fu diviso per la prima volta nel 1172, quando venne spartito tra i due figli dell'ex granduca Ladislao II: il fratello maggiore, Boleslao I, ottenne la Bassa Slesia con la sua capitale Breslavia (allora nota come Vratislav, Wrotizla o Prezla), mentre il minore, Miecislao IV, ottenne l'Alta Slesia con le sue capitali Racibórz e, dal 1202, Opole. Col tempo, la Slesia continuò a frammentarsi in numerosi piccoli ducati minori (fino a 17).

### Ducati polacchi, Corona di Boemia, Ungheria e Austria

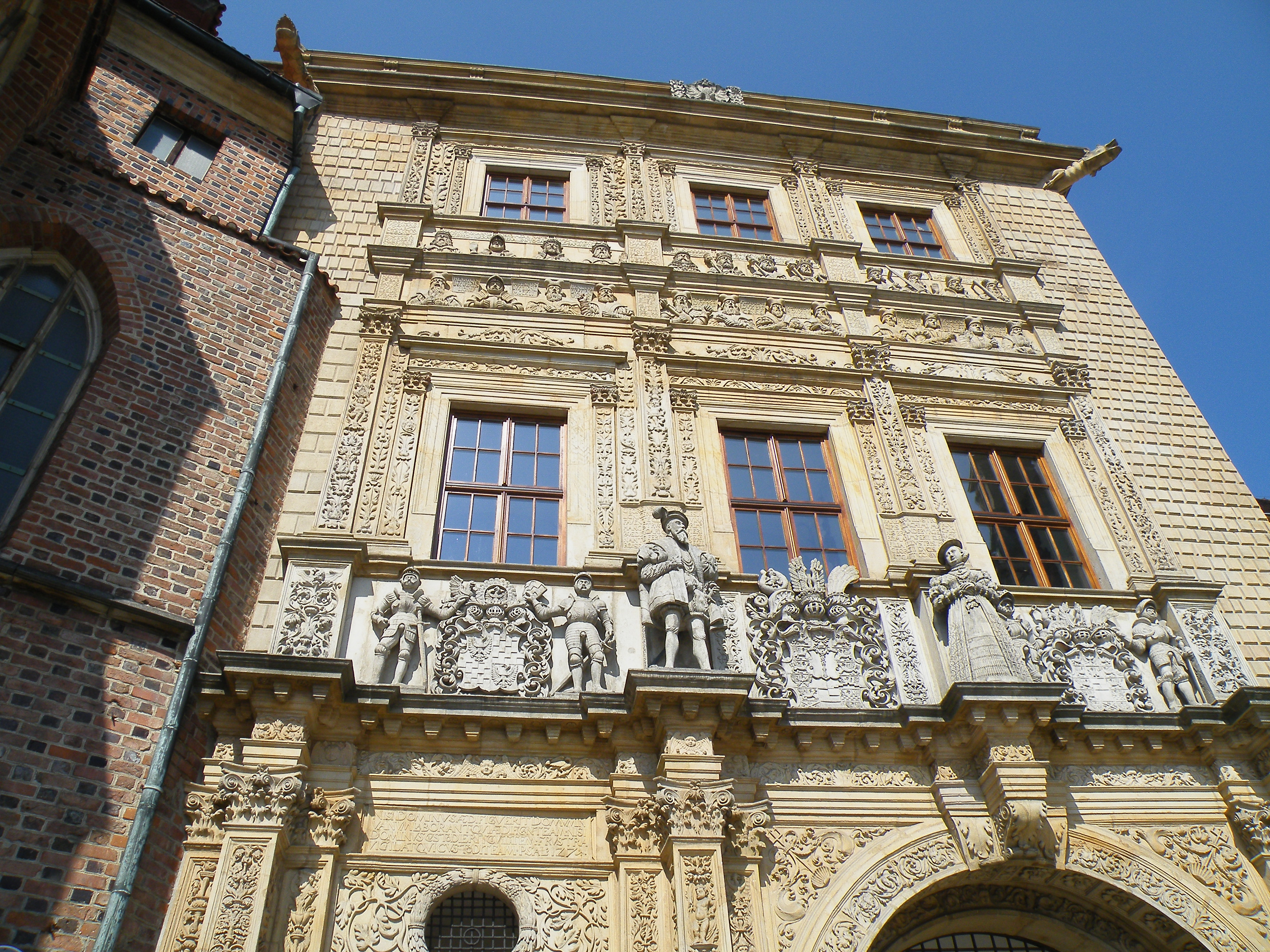
Facciata rinascimentale del castello di Brzeg con decorazioni rappresentanti vari membri della dinastia Piast, dal semileggendario capostipite Piast il Carraio al duca Federico II di Legnica

Con i trattati di Trenčín del 1335 e di Namysłów del 1348, la maggior parte dei ducati slesiani governati dai Piast di Slesia passò sotto la sovranità feudale dei re di Boemia, divenendo parte delle terre della Corona di Boemia e quindi del Sacro Romano Impero. Molti dei ducati continuarono ad essere governati da nobili polacchi delle casate di Piast, Jagelloni e Sobieski, alcuni fino al XVIII secolo. Nel 1469, la Bassa Slesia passò al Regno d'Ungheria. Nel 1475, il tipografo Kasper Elyan fondò a Breslavia la Drukarnia Świętokrzyska (Stamperia della Santa Croce), la quale pubblicò gli Statuta synodalia episcoporum Wratislaviensium, nei quali si può leggere il primo testo stampato in lingua polacca. Nel 1476, il distretto di Crossen passò alla Marca di Brandeburgo quando Barbara di Hohenzollern, figlia del margravio ed elettore Alberto III, lo ereditò alla morte del marito, il duca Enrico XI di Glogau. Nel 1490, la regione tornò alla Boemia, ora governata dagli dinastia jagellonica.
Nel 1526, alla morte del re Luigi II d'Ungheria e Boemia, la Bassa Slesia e il resto dei suoi domini furono ereditati dalla casa d'Asburgo. L'elettore di Brandeburgo contestò questa acquisizione citando un trattato stipulato con Federico II di Legnica, ma nonostante ciò la Slesia rimase sotto il controllo austriaco fino al 1472. Nel 1675, morì nel castello di Brzeg il duca Giorgio Guglielmo di Legnica, ultimo discendente maschile della dinastia dei Piast che aveva fondato lo stato polacco nel X secolo e che si estinse con la sua morte. Fu seppellito a Legnica.

### Regno di Prussia e Impero tedesco

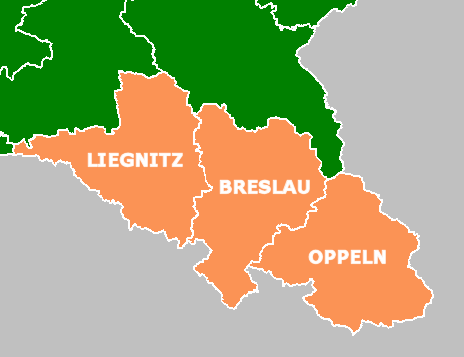
Mappa dei tre distretti della provincia prussiana della Slesia

Dopo la prima guerra di Slesia, con il trattato di Breslavia del 1742, la maggior parte della Bassa Slesia entrò a far parte del Regno di Prussia, con l'eccezione dei territori meridionali del Ducato di Nysa, che, insieme ai territori dell'Alta Slesia rimasti agli Asburgo, andarono a costituire la cosiddetta Slesia austriaca. Nel 1815, venne costituita la provincia della Slesia, suddivisa in tre distretti governativi (Regierungsbezirke): quelli bassoslesiani di Liegnitz e Breslau (spesso definito Media Slesia) e quello altoslesiano di Oppeln (che comprendeva anche i territori tradizionalmente bassoslesiani di Nysa e Grodków). I confini occidentali del distretto di Liegnitz furono inoltre espansi con l'inclusione dei circondari di Lauban, Görlitz, Rothenburg e Hoyerswerda, tutti territori storicamente parte dell'Alta Lusazia sottratti al Regno di Sassonia durante le guerre napoleoniche. Dal 1871, la Bassa Slesia divenne parte dell'Impero tedesco.
A causa dei secoli di colonizzazione tedesca e di progressiva germanizzazione, all'inizio del XX secolo la Bassa Slesia era abitata in maggioranza da popolazioni di lingua tedesca, con l'eccezione di piccole sacche polaccofone nelle zone nordorientali dei circondari di Namslau (Namysłów), Groß Wartenberg (Syców) e Militsch (Milicz) e di una minoranza ceca nelle campagne attorno a Strehlen (Strzelin). Alcune comunità polacche sopravvissero anche nelle città più grandi come Breslavia e Grünberg (Zielona Góra). Dopo la prima guerra mondiale, la maggior parte della Bassa Slesia rimase alla Germania e solo pochi territori di ridotte dimensioni furono assegnati alla ricostituita Polonia. Le parti della Bassa Slesia comprese nella Slesia austriaca furono invece incorporate nella neonata Cecoslovacchia. La parte tedesca fu riorganizzata, come parte dello Stato libero di Prussia, nella provincia della Bassa Slesia, costituita dai territori degli ex distretti di Breslau e Liegnitz. Nel periodo interbellico, si verificarono diversi episodi di violenza contro la minoranza slava e nel 1920 il consolato polacco a Breslavia fu assaltato e demolito dai nazionalisti tedeschi. Negli anni Trenta, polacchi ed ebrei della regione subirono crescenti discriminazioni e persecuzioni.

### Seconda guerra mondiale

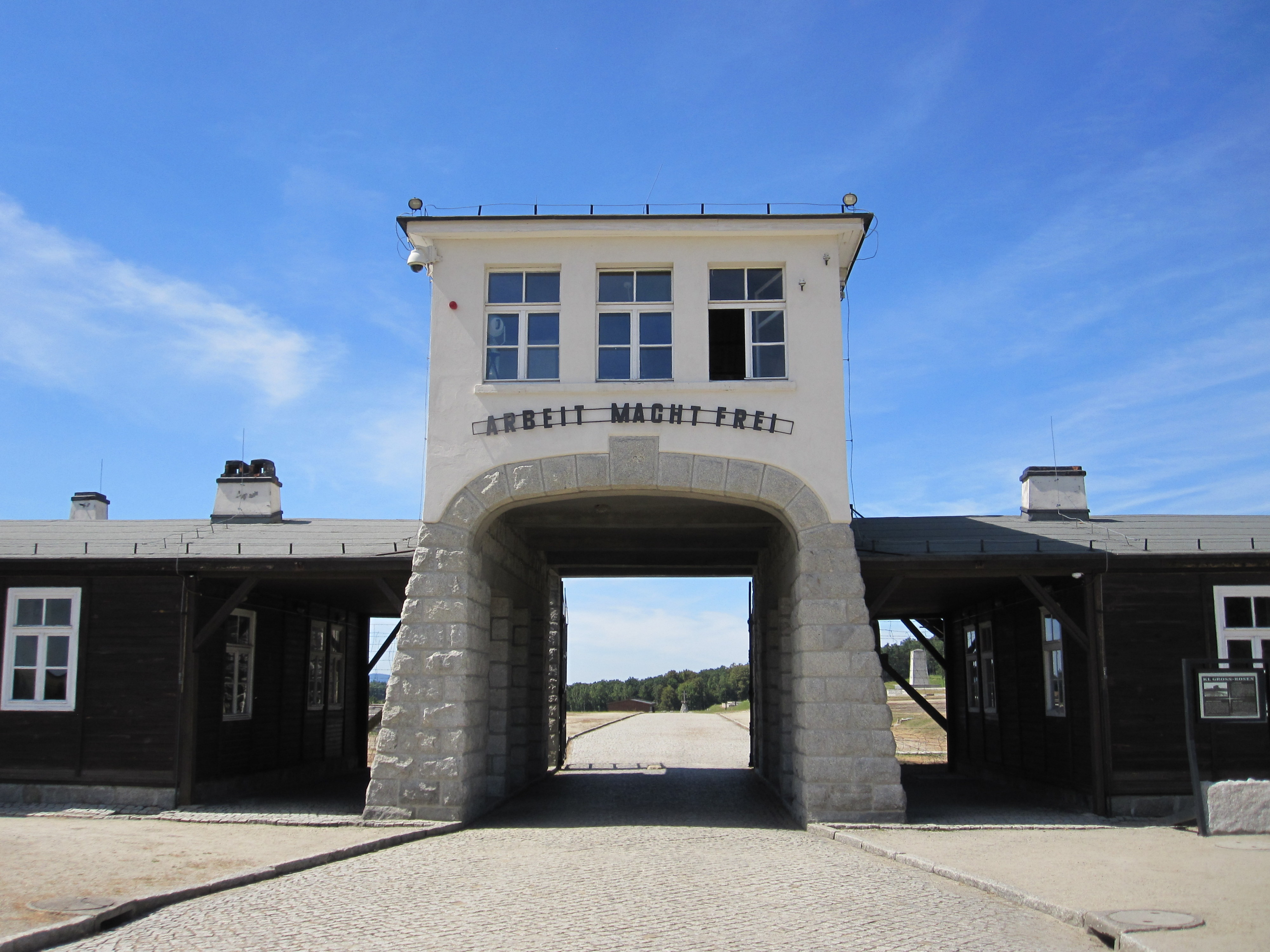
Campo di concentramento di Gross-Rosen, oggi un museo

Durante la seconda guerra mondiale, in Bassa Slesia furono istituiti il campo di concentramento di Gross-Rosen e un altro centinaio di campi satellite minori, nei quali circa 125.000 uomini e donne di varie nazionalità, principalmente ebrei, polacchi e cittadini sovietici, furono imprigionati, 40.000 dei quali vi persero la vita. Nella regione si trovavano anche diversi campi per prigionieri di guerra, tra cui Stalag VIII-A, Stalag VIII-C, Stalag VIII-E, Stalag Luft III, Oflag VIII-B, Oflag VIII-F. Numerosi erano anche i campi di lavoro, tra cui diversi campi satellite dello Stalag VIII-B. In queste strutture furono rinchiusi prigionieri di guerra di diverse nazionalità, tra cui polacchi, francesi, belgi, britannici, italiani, canadesi, statunitensi, greci, jugoslavi, russi, australiani, neozelandesi, sudafricani, norvegesi, lituani e slovacchi. Nelle fasi finali del conflitto, la Bassa Slesia fu anche teatro di diverse marce della morte perpetrate dalla Germania nazista.
In previsione delle rivendicazioni polacche sulla regione, un memorandum scritto dal Dipartimento di Stato degli Stati Uniti nel maggio 1945 raccomandava che la regione restasse alla Germania poiché non vi erano "giustificazione storiche o etniche" che ne motivassero la cessione alla Polonia.
Tuttavia, durante la conferenza di Potsdam, l'Unione Sovietica, che annesse la quasi totalità della Polonia orientale, insistette affinché la Bassa Slesia fosse ceduta alla Repubblica di Polonia. Queste alterazioni dei confini furono approvate in via temporanea in attesa di una definitiva conferenza di pace con la Germania che, però, non si svolse mai. Dell'ex provincia della Bassa Slesia la Germania conservò sollo la piccola porzione a ovest della linea Oder-Neisse.

### Polonia contemporanea
La restante popolazione tedesca fu quasi completamente espulsa dai territori della Bassa Slesia a est del Neiße come previsto dal trattato di Potsdam e la regione fu ripopolata da polacchi provenienti dalla Polonia centrale e, soprattutto, dalle aree polacche annesse all'Unione Sovietica.
Dal 1945 al 1975, la Bassa Slesia fu amministrata dal voivodato di Breslavia. A seguito della riorganizzazione amministrativa del 1975, la regione fu suddivisa in quattro voivodati: Jelenia Góra, Legnica, Wałbrzych, e Breslavia. Nel 1998, queste quattro province furono nuovamente riunite nel voivodato della Bassa Slesia, con capitale Breslavia.

## Popolazione
Nell'alto medioevo, la Bassa Slesia era abitata da tribù lechitiche. I coloni tedeschi si insediarono nella regione durante il basso medioevo, attratte dalla fondazione di nuove città e dalle possibilità di sviluppo dell'area. Con il tempo, la popolazione autoctona slava fu profondamente germanizzata e adottò la lingua tedesca; tuttavia diverse comunità polacche sopravvissero, specialmente nelle zone settentrionali e nelle grandi città. Nel 1819, il circondario di Breslavia contava 833.253 abitanti, la maggior parte dei quali - 755.553 (90%) - di lingua tedesca; seguivano poi i polacchi con 66.500 abitanti (8%), gli ebrei con 7.300 (0,9%) e i cechi con 3.900 (0,5%). La U.S. Immigration Commission nel 1911 classificò tutti gli slesiani polaccofoni come di etnia polacca.
Dopo la seconda guerra mondiale e l'espulsione degli abitanti tedeschi, l'area fu ripopolata da polacchi per lo più provenienti dalle ex province orientali annesse dall'Unione Sovietica, rendendo nuovamente la Bassa Slesia una regione a maggioranza polacca dopo oltre seicento anni.
Tra il 1948 e il 1954, giunsero in Bassa Slesia numerosi greci e macedoni, profughi della guerra civile greca. Furono temporaneamente ammessi in cinque città e villaggi della regione e in seguito definitivamente reinsediati in varie città e distretti, sebbene nei dieci anni successivi diversi di essi ritornarono in Grecia o emigrarono in altri paesi. Le maggiori comunità greco-macedoni si trovavano a Zgorzelec, Breslavia, Świdnica and Wałbrzych.

## Città principali
Elenco delle città della Bassa Slesia storica con più di 20 000 abitanti:
| Pos. | Immagine | Città        | Voivodato    | Stato   | Abitanti* |
| ---- | -------- | ------------ | ------------ | ------- | --------- |
| 1    |          | Breslavia    | Bassa Slesia | Polonia | 641 928   |
| 2    |          | Zielona Góra | Lubusz       | Polonia | 140 892   |
| 3    |          | Wałbrzych    | Bassa Slesia | Polonia | 109 971   |
| 4    |          | Legnica      | Bassa Slesia | Polonia | 98 436    |
| 5    |          | Jelenia Góra | Bassa Slesia | Polonia | 78 335    |
| 6    |          | Lubin        | Bassa Slesia | Polonia | 71 710    |
| 7    |          | Głogów       | Bassa Slesia | Polonia | 66 120    |
| 8    |          | Świdnica     | Bassa Slesia | Polonia | 56 803    |
| 9    |          | Nysa         | Opole        | Polonia | 44 243    |
| 10   |          | Bolesławiec  | Bassa Slesia | Polonia | 38 717    |
| 11   |          | Nowa Sól     | Lubusz       | Polonia | 38 566    |
| 12   |          | Oleśnica     | Bassa Slesia | Polonia | 36 286    |
| 13   |          | Brzeg        | Opole        | Polonia | 35 226    |
| 14   |          | Dzierżoniów  | Bassa Slesia | Polonia | 33 137    |
| 15   |          | Oława        | Bassa Slesia | Polonia | 33 108    |
| 16   |          | Bielawa      | Bassa Slesia | Polonia | 29 872    |
| 17   |          | Żagań        | Lubusz       | Polonia | 25 668    |
| 18   |          | Kluczbork    | Opole        | Polonia | 23 554    |
| 19   |          | Jawor        | Bassa Slesia | Polonia | 22 758    |
| 20   |          | Świebodzice  | Bassa Slesia | Polonia | 22 744    |
| 21   |          | Polkowice    | Bassa Slesia | Polonia | 22 486    |
| 22   |          | Nowa Ruda    | Bassa Slesia | Polonia | 21 908    |
| 23   |          | Świebodzin   | Lubusz       | Polonia | 21 685    |

*numeri aggiornati al 2020

## Tradizioni slesiane in Alta Lusazia

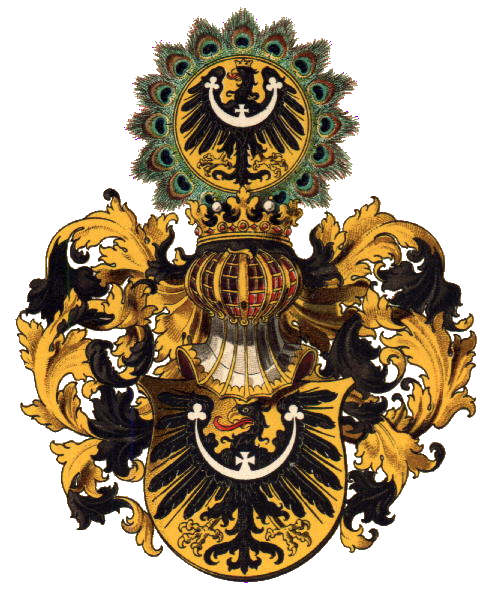
Stemma della Bassa Slesia come disegnato da Hugo Gerard Ströhl (1851–1919)

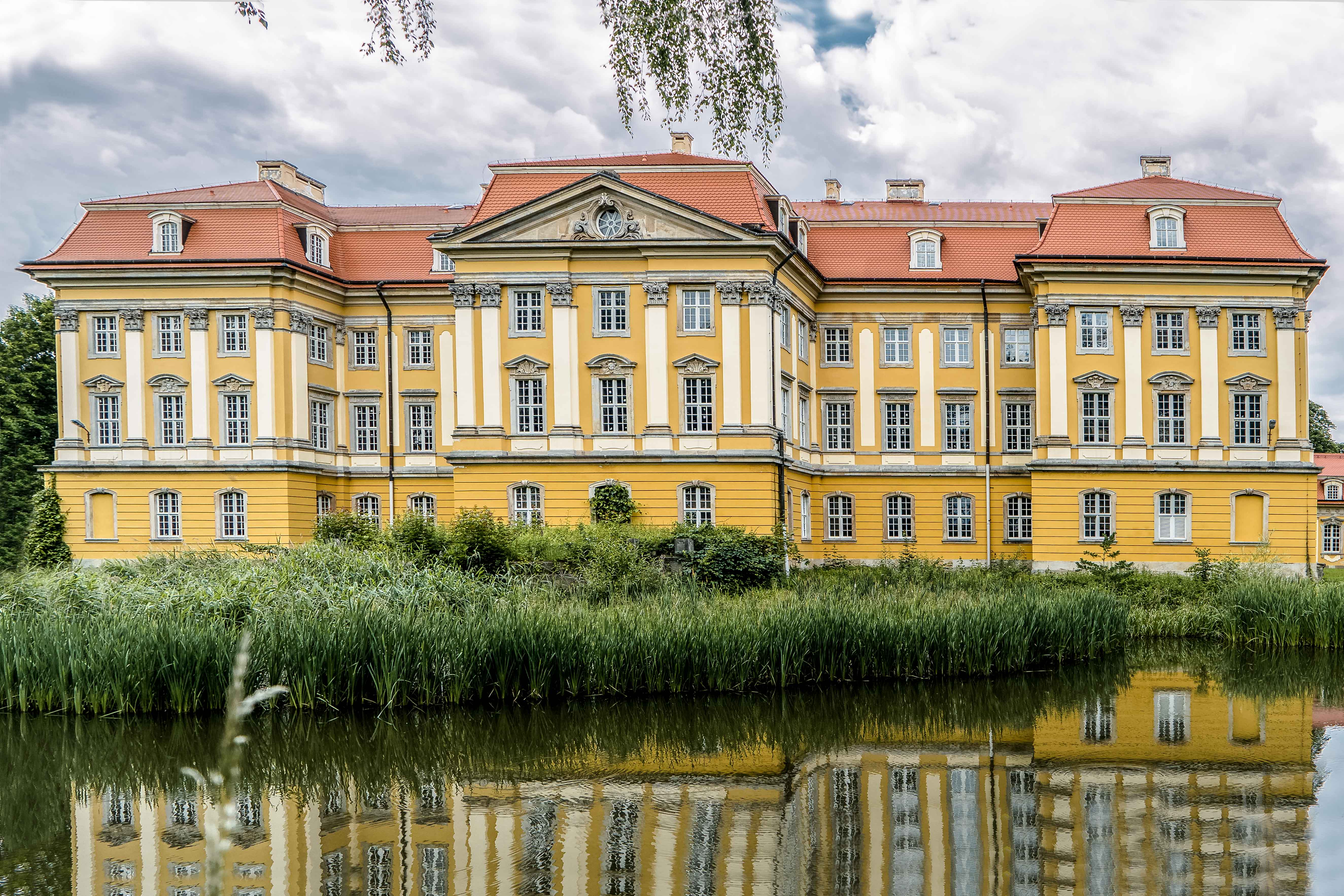
Palazzo barocco di Radomierzyce, villaggio dell'Alta Lusazia Slesiana.

Alcune propaggini orientali della regione dell'Alta Lusazia entrarono a far parte della Bassa Slesia già nel XIV secolo come territori dei ducati di Jawor e Żagań, e altre ancora se ne aggiunsero dal 1815 al 1945, quando l'area lusaziana ceduta dalla Sassonia alla Prussia fu incorporata nelle province di Slesia e Bassa Slesia. Durante questo periodo la cultura slesiana e il dialetto slesiano si diffusero nella regione, nota come Alta Lusazia slesiana, che aveva il suo centro a Görlitz. L'espulsione dei tedeschi ad est della linea Oder-Neisse comportò inoltre un incremento di abitanti di origine tedesco-slesiana nella zona.
A causa di questi eventi, numerosi abitanti della regione si identificano ancora oggi come slesiani e portano avanti tradizioni della loro terra d'origine. Uno dei privilegi speciali di cui godono è il diritto di utilizzare la bandiera e lo stemma della Bassa Slesia come garantito dalla costituzione del Libero Stato di Sassonia del 1992.
La Chiesa evangelica di Slesia in Alta Lusazia, costituita a Görlitz dagli ex membri della soppressa provincia ecclesiastica di Slesia, ha continuato a esistere come entità indipendente fino al 2004, quando si è unita con quella di Berlino e Brandeburgo per formare la Chiesa evangelica di Berlino-Brandeburgo-Alta Lusazia slesiana.

### Città principali dell'Alta Lusazia slesiana
Le maggiori città dell'Alta Lusazia slesiana a ovest del Neiße, ora in Germania, sono (tra parentesi il nome in sorabo superiore):
- Görlitz (Zhorjelc)
- Hoyerswerda (Wojerecy)
- Weißwasser/Oberlausitz (Běła Woda)
- Niesky (Niska)

Le maggiori città dell'Alta Lusazia slesiana a est del Neiße, ora in Polonia, sono (tra parentesi il nome in tedesco):
- Zgorzelec (fino al 1945, quartiere di Görlitz)
- Lubań (Lauban)
- Bogatynia (Reichenau)
- Leśna (Marklissa)

## Turismo

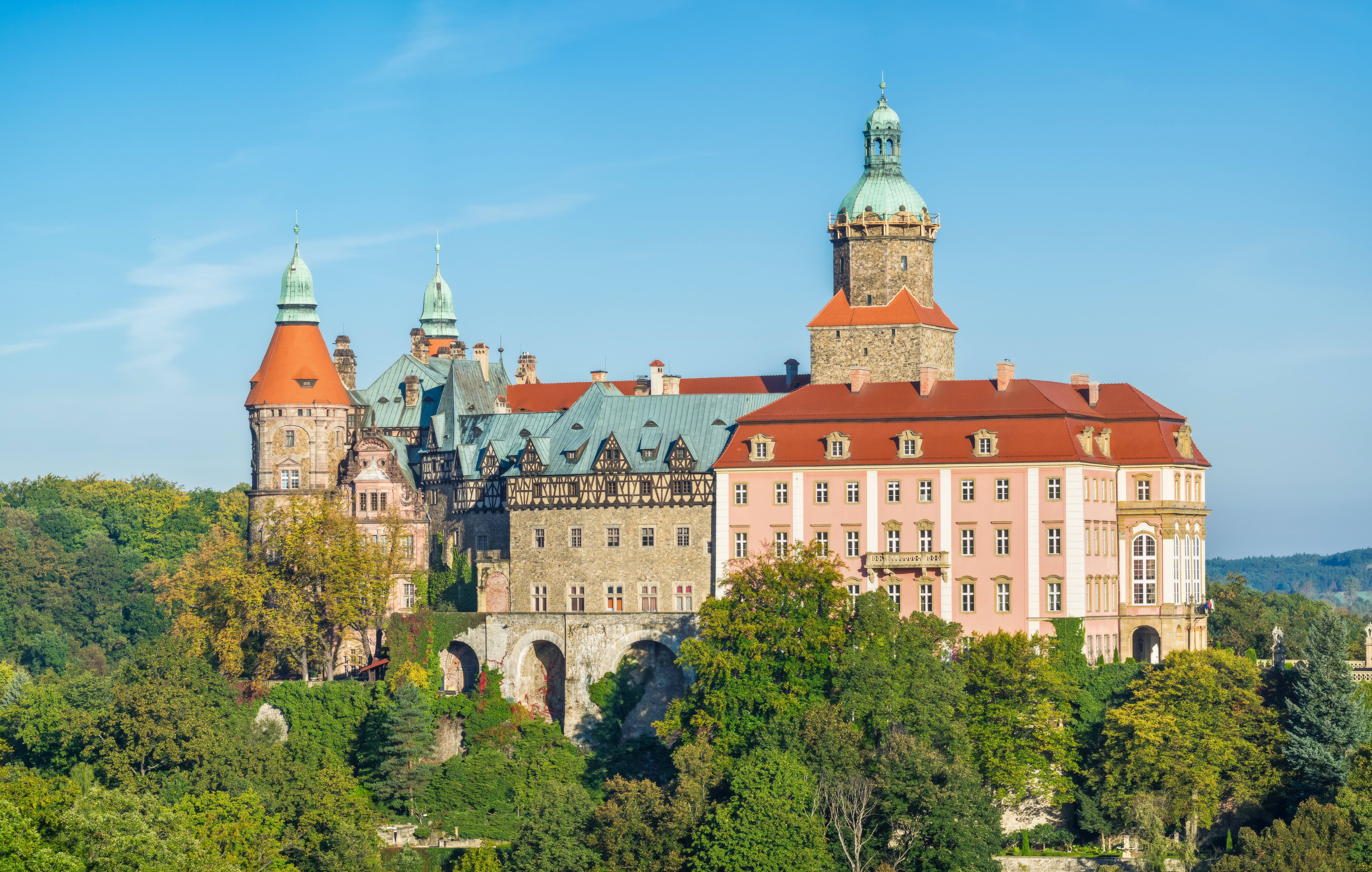
Castello di Książ

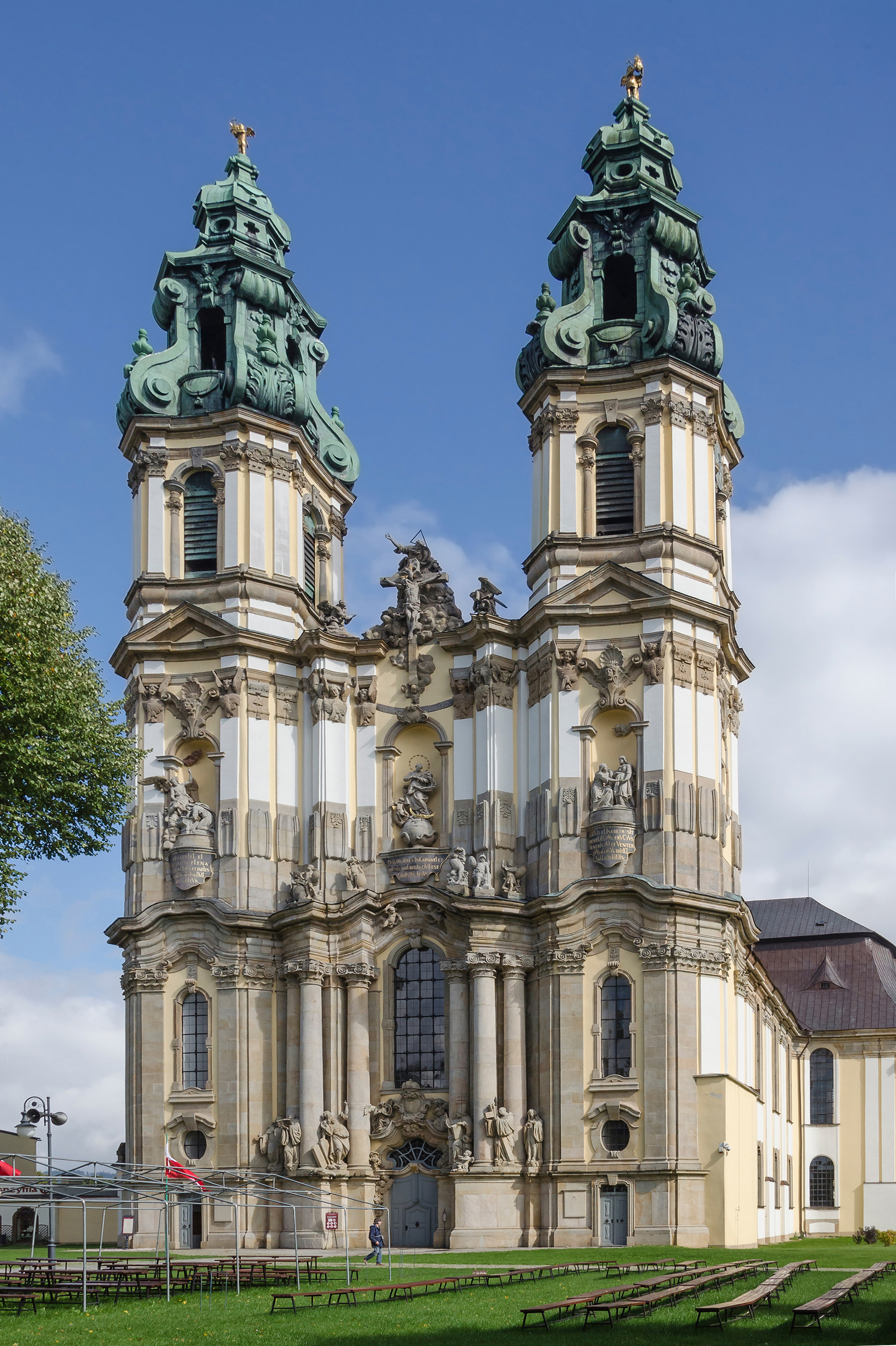
Abbazia di Krzeszów

La Bassa Slesia è raggiungibile via aereo grazie all'aeroporto internazionale di Breslavia-Niccolò Copernico. È inoltre attraversata dalle autostrade A4 e A18.
È una delle regioni più visitate della Polonia, famosa per il gran numero di castelli e palazzi nobiliari, tra i quali: il castello di Książ, il castello di Czocha, il castello di Grodziec, il castello di Gola Dzierżoniowska, il castello di Oleśnica e il palazzo di Kamieniec Ząbkowicki. Ricca di castelli è anche la valle di Jelenia Góra.
La città più visitata è Breslavia, nella quale si tiene ogni anno nel secondo fine settimana di giugno il Festival della Buona Birra, il più grande festival della birra in Polonia.
Altre luoghi di interesse includono: le strutture militari di Kłodzko, di Srebrna Góra e del Projekt Riese; i centri di Wambierzyce, Legnickie Pole e Oleśnica Mała; le abbazie di Lubiąż, Krzeszów e Henryków; la Stavkirke di Vang presso Karpacz; le Chiese della Pace di Jawor e Świdnica; gli itinerari naturalistici del monte Ślęża, dei Monti Tavola, dei Monti del Gufo, dei Monti dei giganti, del Gran Sentiero dei Sudeti (440 chilometri da Świeradów-Zdrój to Prudnik) e del parco naturale della valle del Barycz.

## Sport

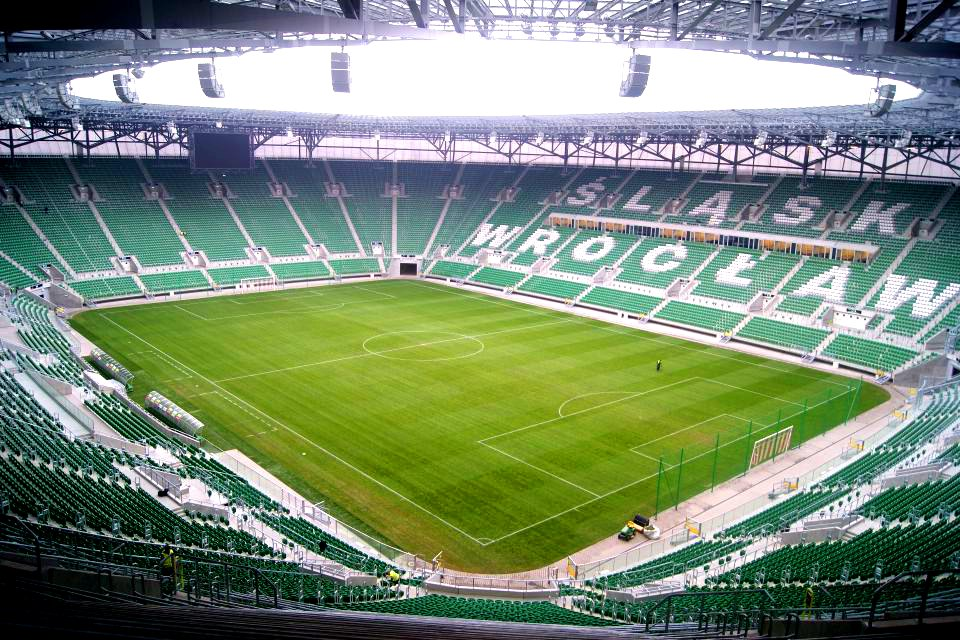
Stadio municipale di Breslavia

Tra le associazioni sportive di maggior successo della Bassa Slesia si annoverano i club di calcio Śląsk Wrocław e Zagłębie Lubin, i club di speedway Falubaz Zielona Góra and Sparta Wrocław, i club di pallacanestro Śląsk Wrocław, Basket Zielona Góra e Górnik Wałbrzych e il club di pallamano Śląsk Wrocław.
Ogni anno a settembre, si tiene la maratona di Breslavia.